# Aston Martin V8 Vantage (1977)
De Aston Martin V8 Vantage is een GT van de Britse autocontructeur Aston Martin die geproduceerd werd van 1977 tot 1989. Het is de sportievere versie van de Aston Martin V8.

## Historiek

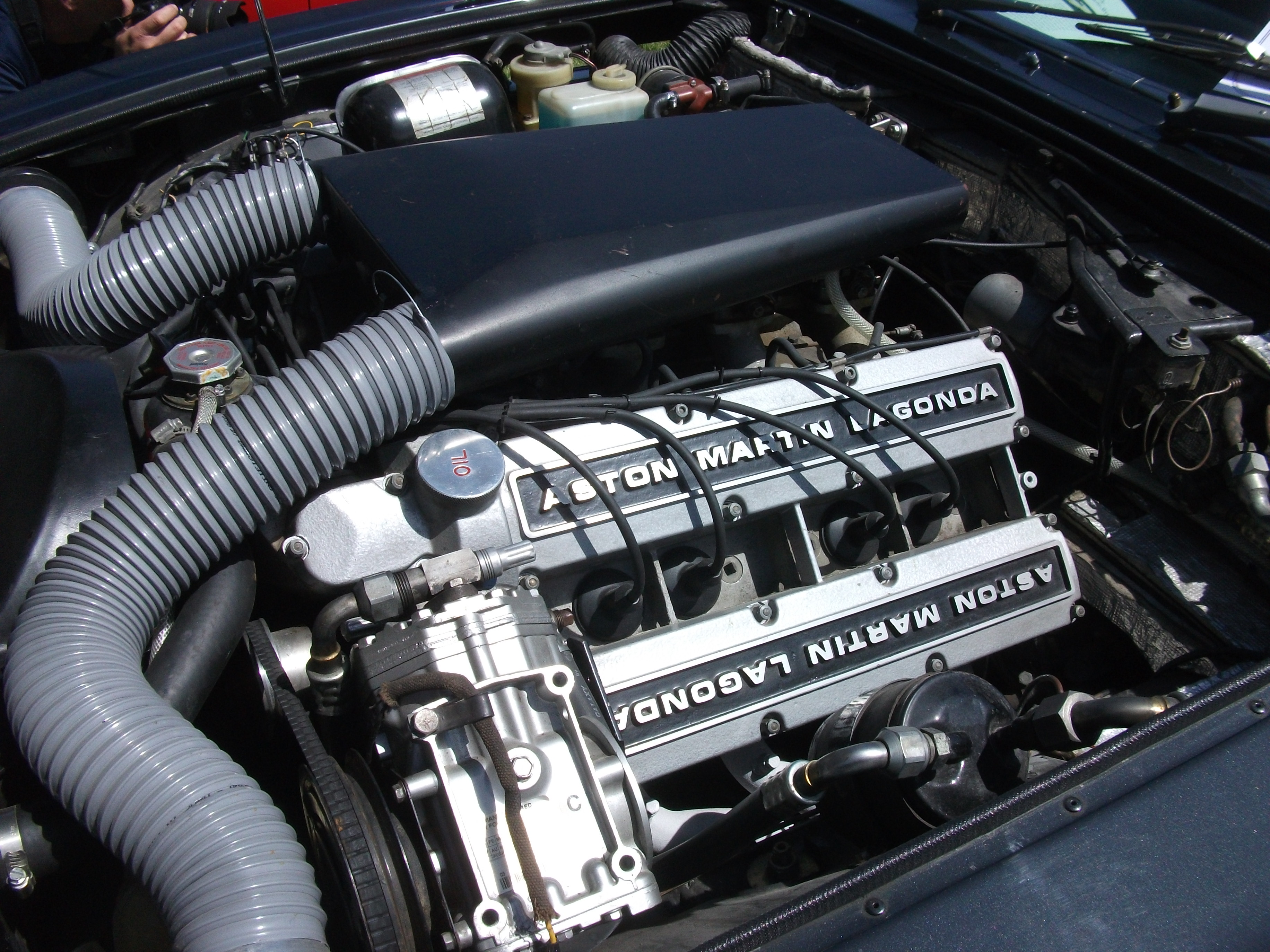
De Aston Martin V8-motor

Net als de reguliere V8 is de V8 Vantage gebaseerd op de Aston Martin DBS uit 1967 die op zijn beurt geleidelijk de technisch en stilistisch verouderde DB6 verving. De DBS werd ontwikkeld toen Aston Martin nog eigendom was van de David Brown Group en was vanaf 1969 naast de bekende zescilindermotor ook leverbaar met een V8-motor. Nadat David Brown wegens financiële redenen Aston Martin in 1972 aan Corporate Developments moest verkopen, veranderde de nieuwe eigenaar de naam van de DBS V8 in Aston Martin V8. Mede door de effecten van de eerste oliecrisis ging Aston Martin in 1974 echter failliet. Pas toen een consortium van Britse en Noord-Amerikaanse zakenmensen het bedrijf in 1975 overnam kon de productie weer op bescheiden schaal hervat worden. Het nieuwe management zette in 1976 de koers uit voor een uitbreiding van het modellengamma met een sportieve versie, een cabriolet en een sedan.

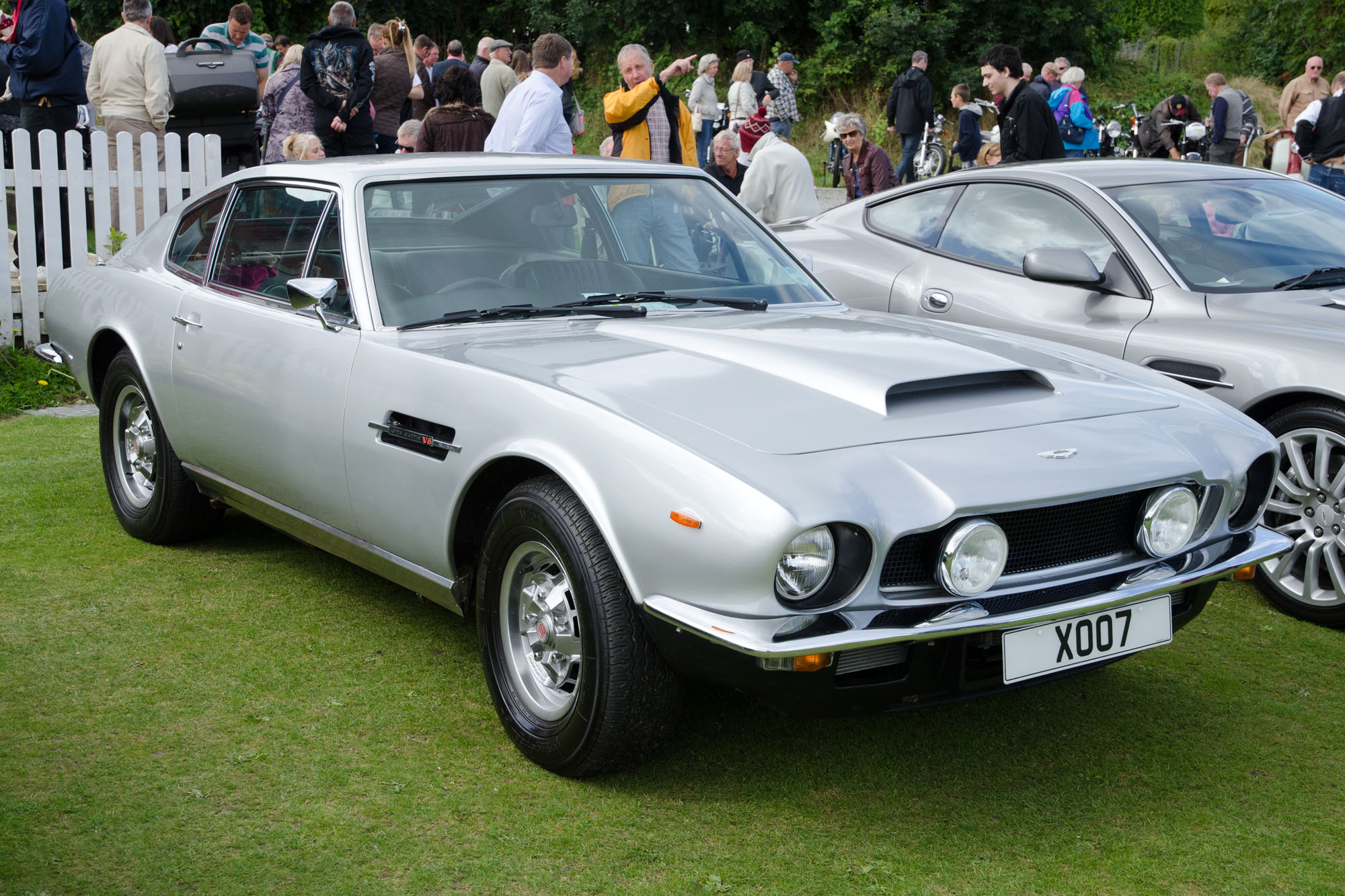
Het basisvoertuig voor de V8 Vantage: de Aston Martin V8

De snelste manier om dit te bereiken was met een sportievere versie van de Aston Martin V8, die al in het voorjaar van 1977 beschikbaar was. Aanvankelijk was het de bedoeling om de prestatie-upgrade alleen als tuningkit aan te bieden waarmee Aston Martin op verzoek van klanten reguliere V8-coupés zou aanpassen. Maar omdat de vraag onverwacht hoog was besloot Aston Martin om van de sportievere versie een fabrieksmodel te maken dat werd verkocht als de V8 Vantage.
De V8 Vantage baarde opzien bij zijn lancering in 1977, velen zien de wagen als de eerste Britse supercar. De wagen werd vergeleken met de Ferrari 365 GTB/4 "Daytona" en de Lamborghini Countach. De V8 Vantage haalde een topsnelheid van 270 km/u en een acceleratie van 0 naar 100 km/u in 5,3 seconden.
De productie van de V8 Vantage eindigde net als die van de V8 in 1989 met de introductie van de Virage, die vanaf 1992 ook in een Vantage-versie leverbaar was. Er werden in totaal 534 exemplaren van de V8 Vantage gebouwd.

## V8 Vantage
Een van de meest opvallende kenmerken van de V8 Vantage was de uitstulping van de gesloten motorkap in plaats van de open luchthapper op de normale V8. Het radiatorrooster werd afgesloten en bevatte twee extra koplampen. De wagens werden ook voorzien van een grote voorspoiler en een spoiler aan de kofferklep.
De eerste serie, aangeduid als de V540, was uitgerust met vier carburateurs van Weber die een motorvermogen van 291 kW (395 pk) leverden en een koppel van 550 Nm. De eerste 16 exemplaren hadden een carrosserie van de reguliere V8 die vervolgens werd omgebouwd bij Aston Martin Works Services. Deze serie werd onder andere gekenmerkt door de dichtgelaste luchthapper op de motorkap en de aparte achterspoiler. In 1978 leverde Aston Martin nog eens 23 exemplaren met een aangepaste, vlakkere motorkap en een geïntegreerde spoiler.
De tweede serie wordt aangeduid als de V540 OI. Deze serie wordt ook de "Oscar India"-serie genoemd. "Oscar" en "India" zijn overgenomen uit het luchtvaartalfabet. In deze context betekenen de letters O en I "October-Introduced", de tweede serie van de V8 Vantage werd immers in oktober 1978 op de markt gebracht. Het kofferdeksel van deze serie liep bijna horizontaal uit en had geen uitgesproken achterspoiler meer. In het interieur werd het dashboard in walnoot vervangen door een met zwart leer bekleed dashboard. Het houten dashboard werd in de jaren tachtig opnieuw gebruikt om een luxere uitstraling te geven. Er werden 44 exemplaren van de V450 OI gebouwd. In het voorjaar van 1980 voerde Aston Martin enkele technische wijzigingen door aan de V8 Vantage. Deze uitvoering werd aangeduid als de V580. De wijzigingen betroffen vooral een uitlijning van de cilinderkoppen met die van de Lagonda, waardoor de V8-motor stiller ging lopen en het verbruik licht daalde. Ook kregen de wagens vanaf 1981 bredere wielkasten. In deze configuratie werden tot eind 1985 137 exemplaren gebouwd.
In 1986 verscheen de laatste serie van de V8 Vantage, aangeduid als de V580X. Deze serie, ook wel de "X-Pack" genoemd, werd aangedreven door een V8-motor met 308 kW (419 pk). Dezelfde motor werd ook gebruikt in de V8 Zagato Coupé. Deze motor was nog voorzien van carburateurs, terwijl de reguliere V8 ongeveer tegerlijkertijd overschakelde naar een elektronisch injectiesysteem. Vanaf 1987 was er bij Aston Martin Works Services een 'Big Bore' aftermarket-optie verkrijgbaar die het motorvermogen deed toenemen tot 322 kW (438 pk) door de carburateurs uit te boren en de compressieverhouding te verhogen. Net als voorheen werd er standaard een handgeschakelde versnellingsbak geleverd, de automatische transmissie van Chrysler was beschikbaar als fabrieksoptie. Stilistisch wordt de X-Pack-serie gekenmerkt door bredere spatborden, sommige exemplaren hebben ook opvallende sideskirts.
Voor de Amerikaanse, Zwitserse en Japanse markt werden zogenaamde "cosmetische" Vantages geleverd. Dit zijn exemplaren met een minder krachtige motor omdat de caburateurs van Weber vervangen werden door brandstofinjectie. Vanaf 1980 werden de Amerikaanse modellen uitgerust met de verplichte veiligheidsbumpers.

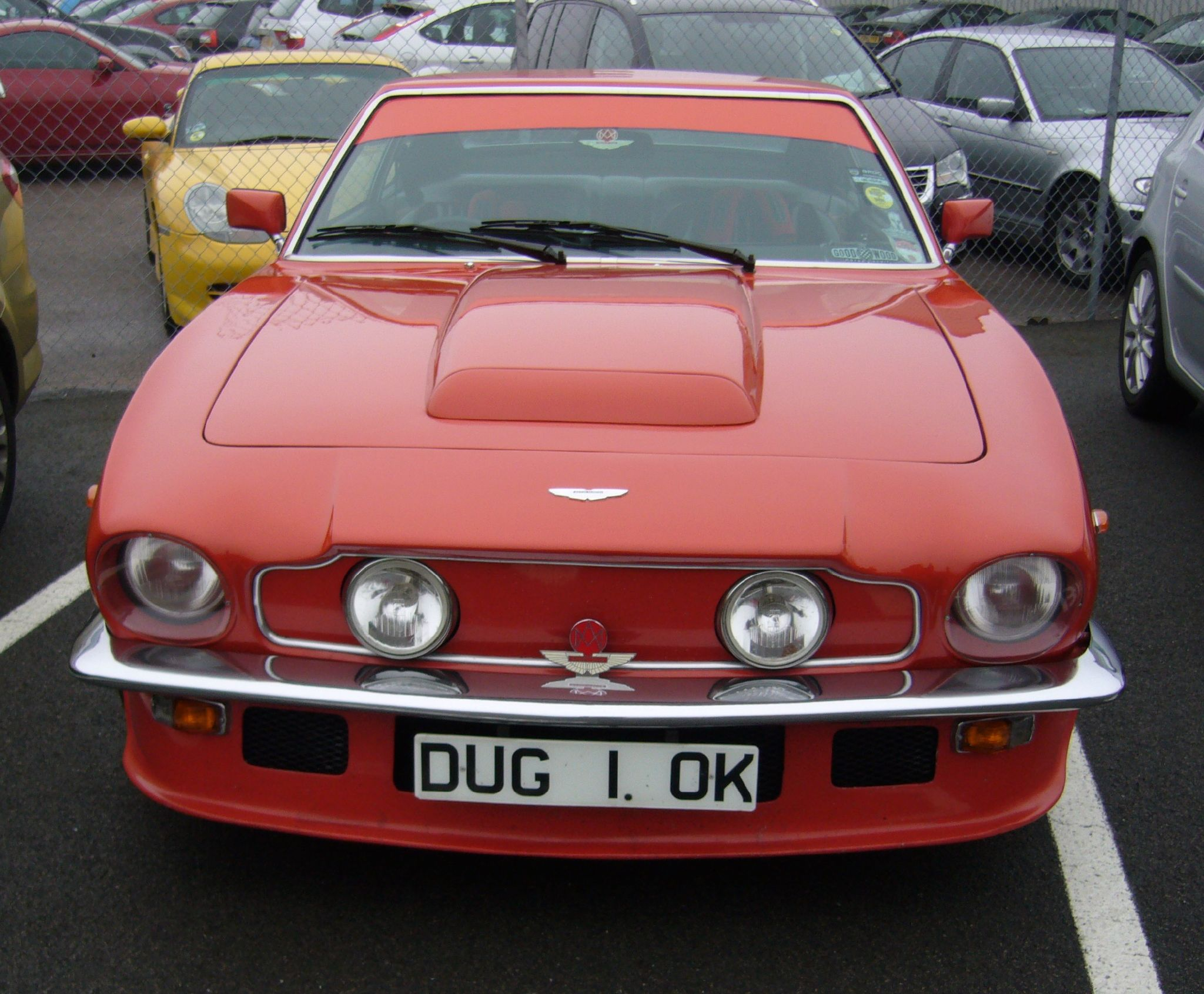
V8 Vantage vooraanzicht met grote voorspoiler, uitstulping op de motorkap en gesloten radiatorrooster met extra koplampen
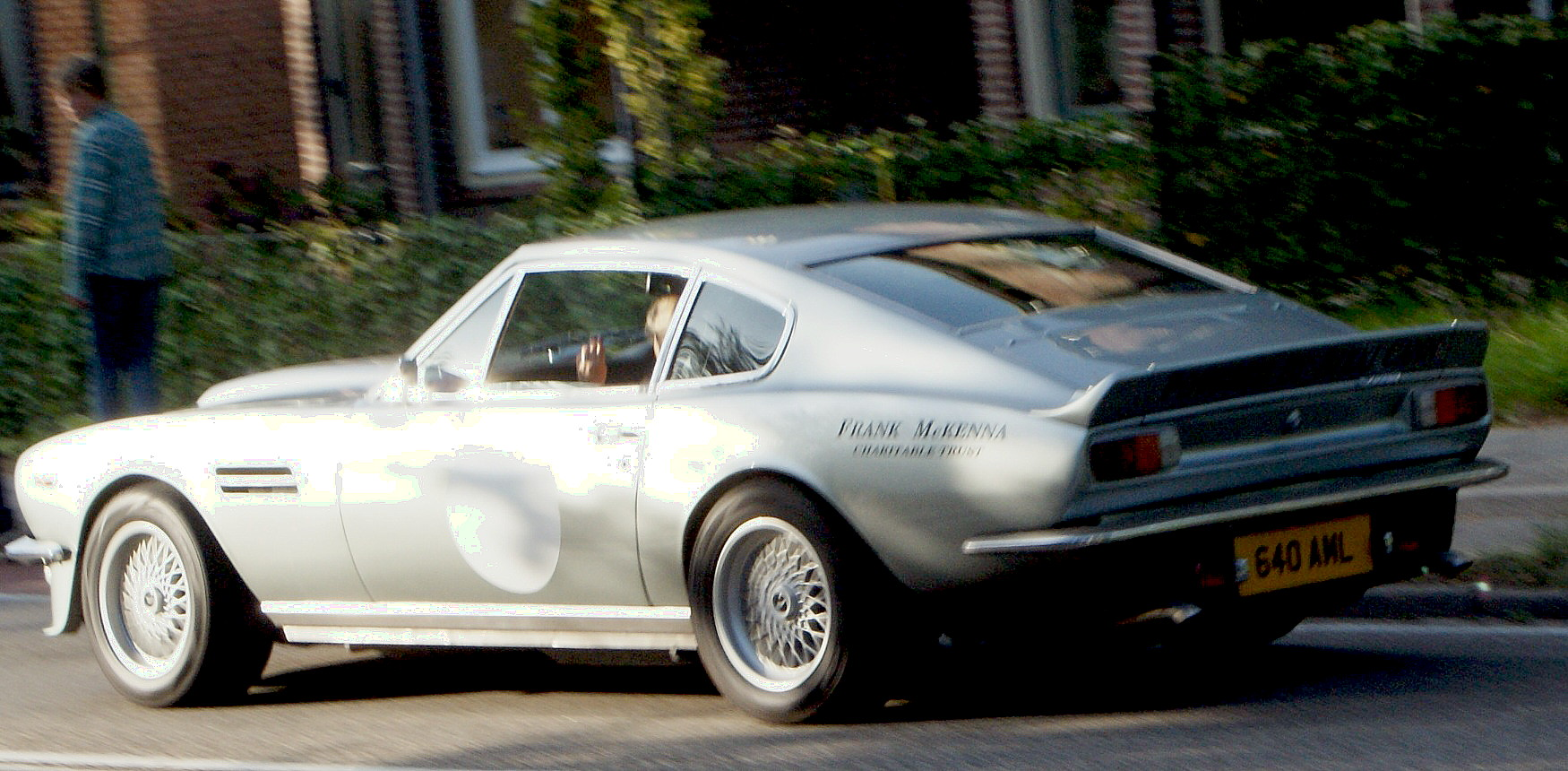
V8 Vantage (1977) met de aparte achterspoiler
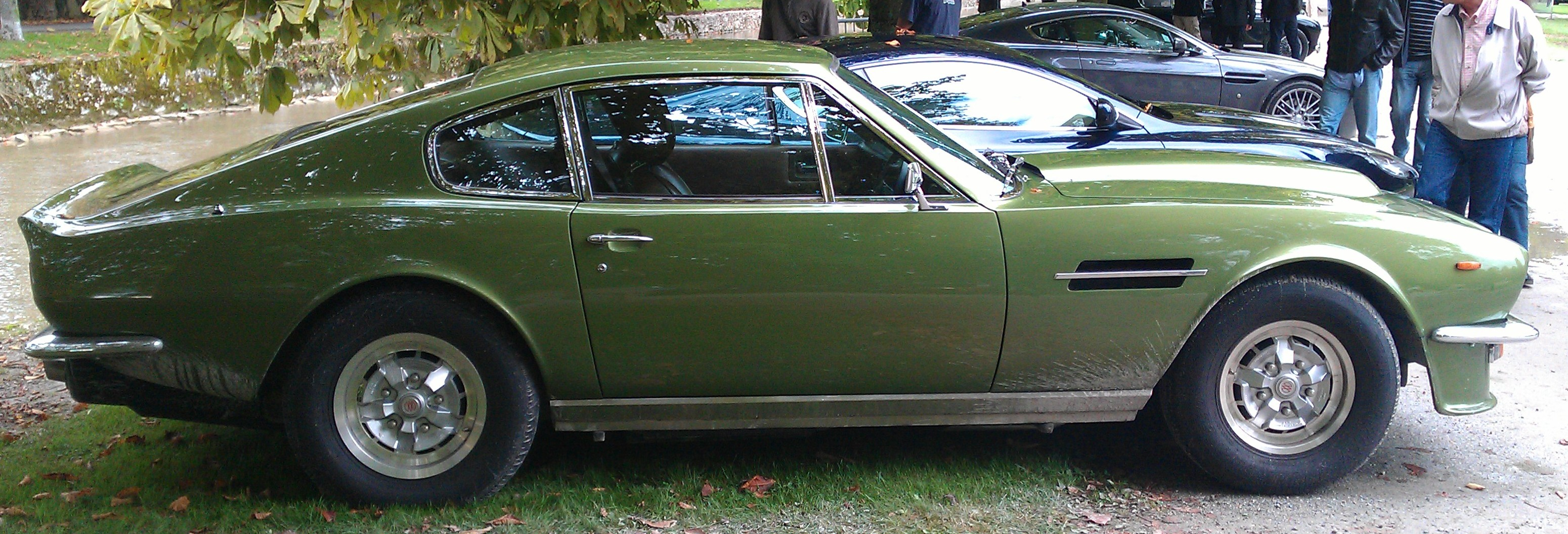
V8 Vantage (1978) met de geïntegreerde achterspoiler
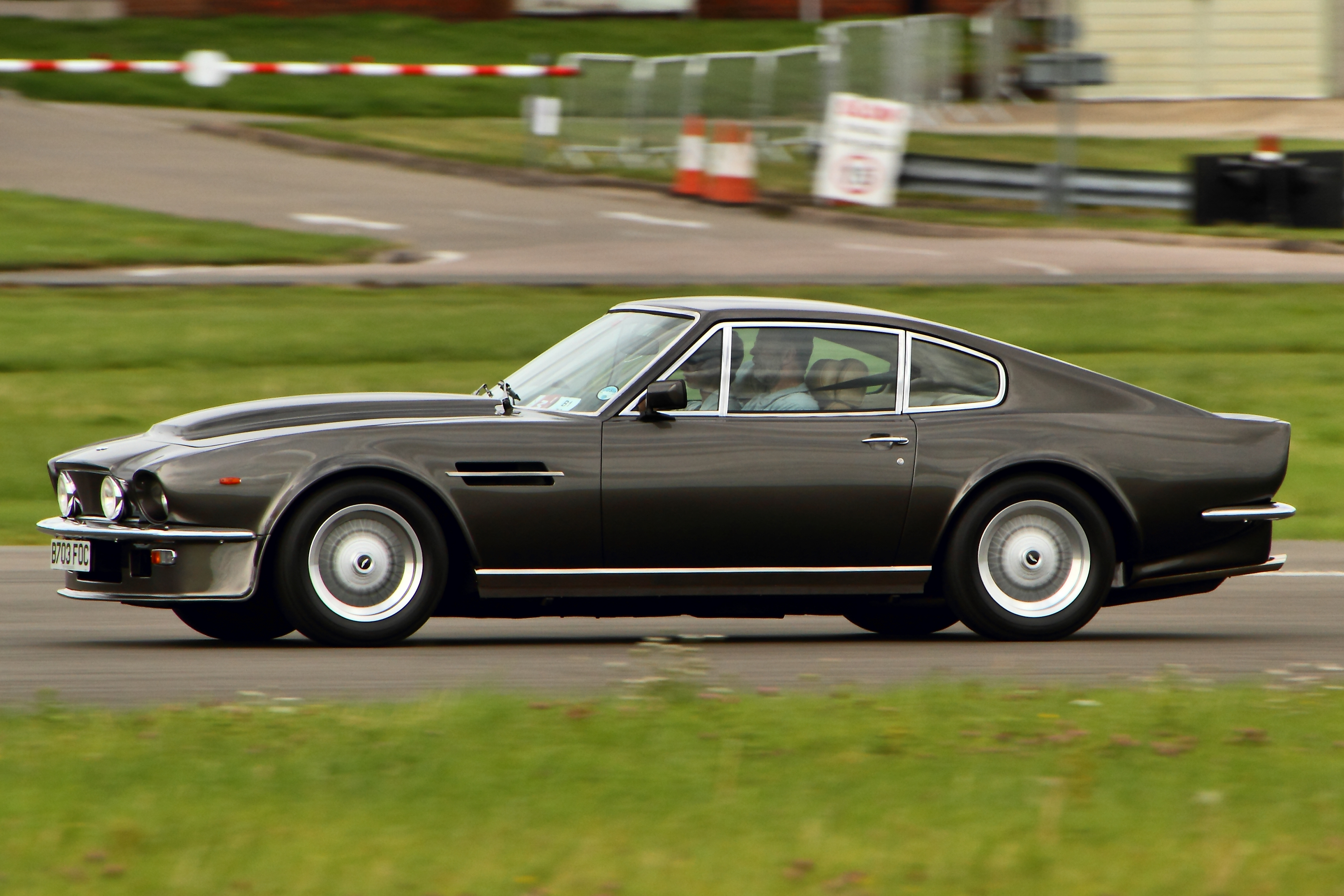
De "Oscar India"-serie met het vlakke kofferdeksel zonder achterspoiler
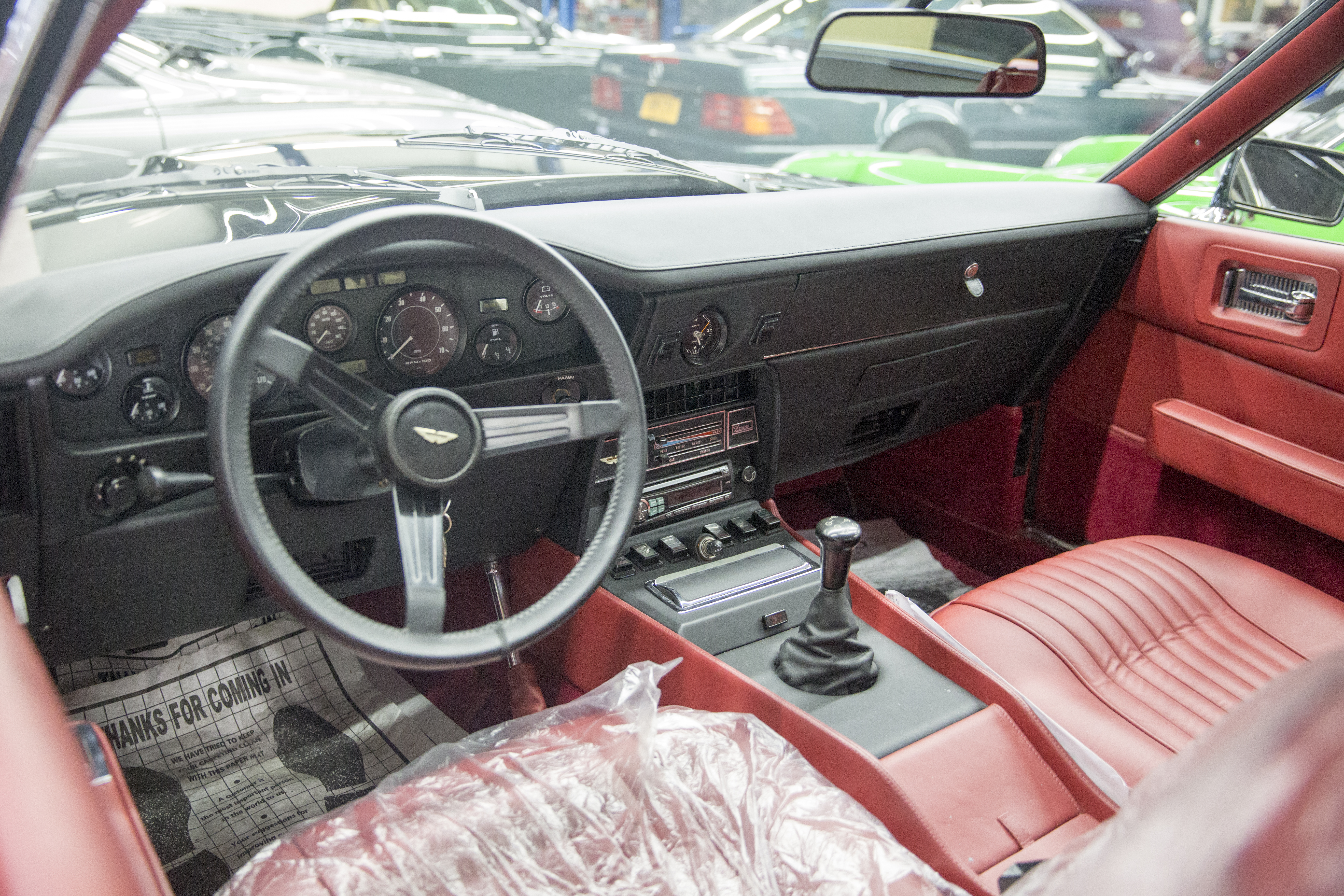
Het dashboard in zwart leer van de "Oscar India"-serie
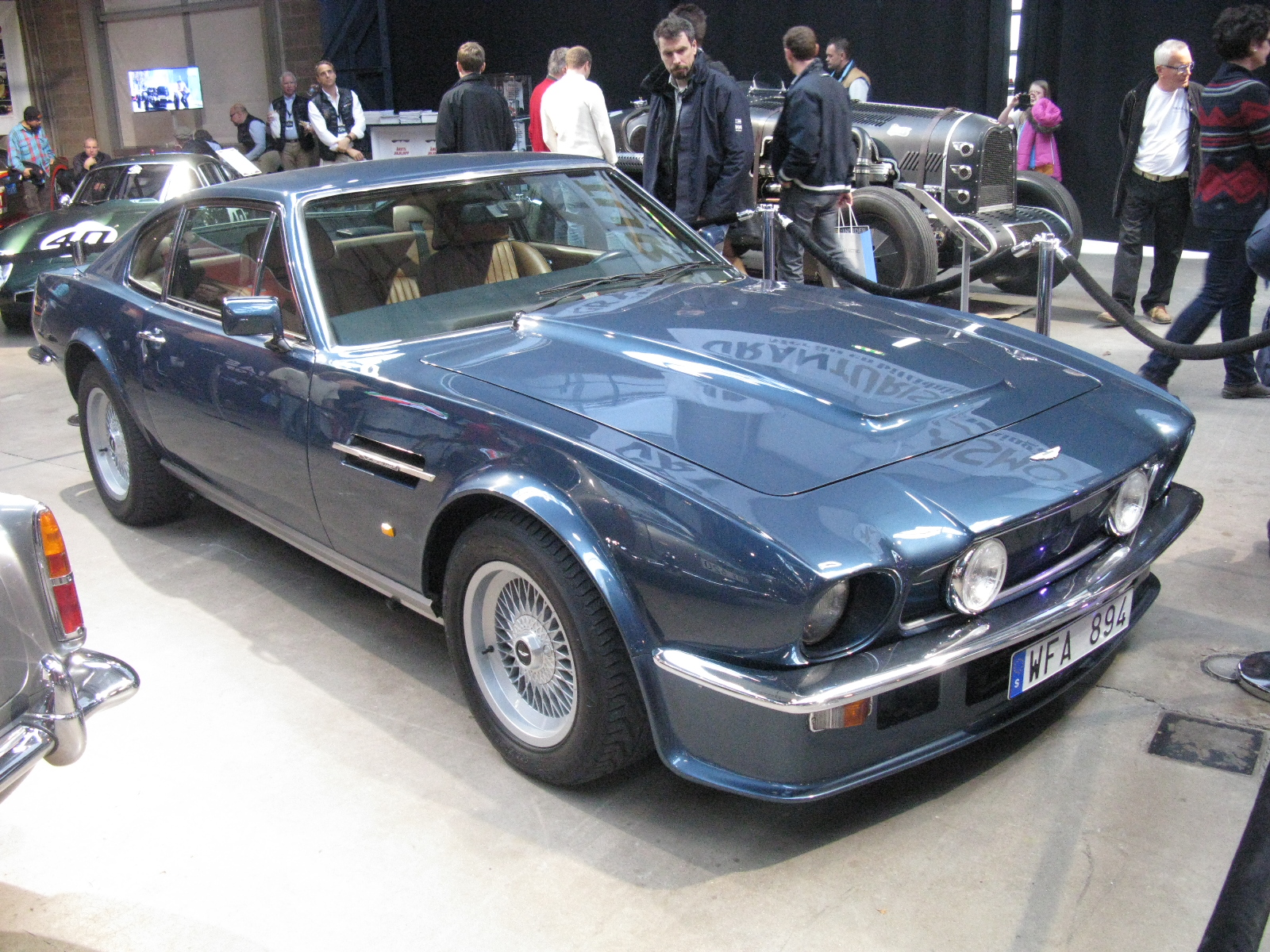
De V8 Vantage met het "X-Pack"
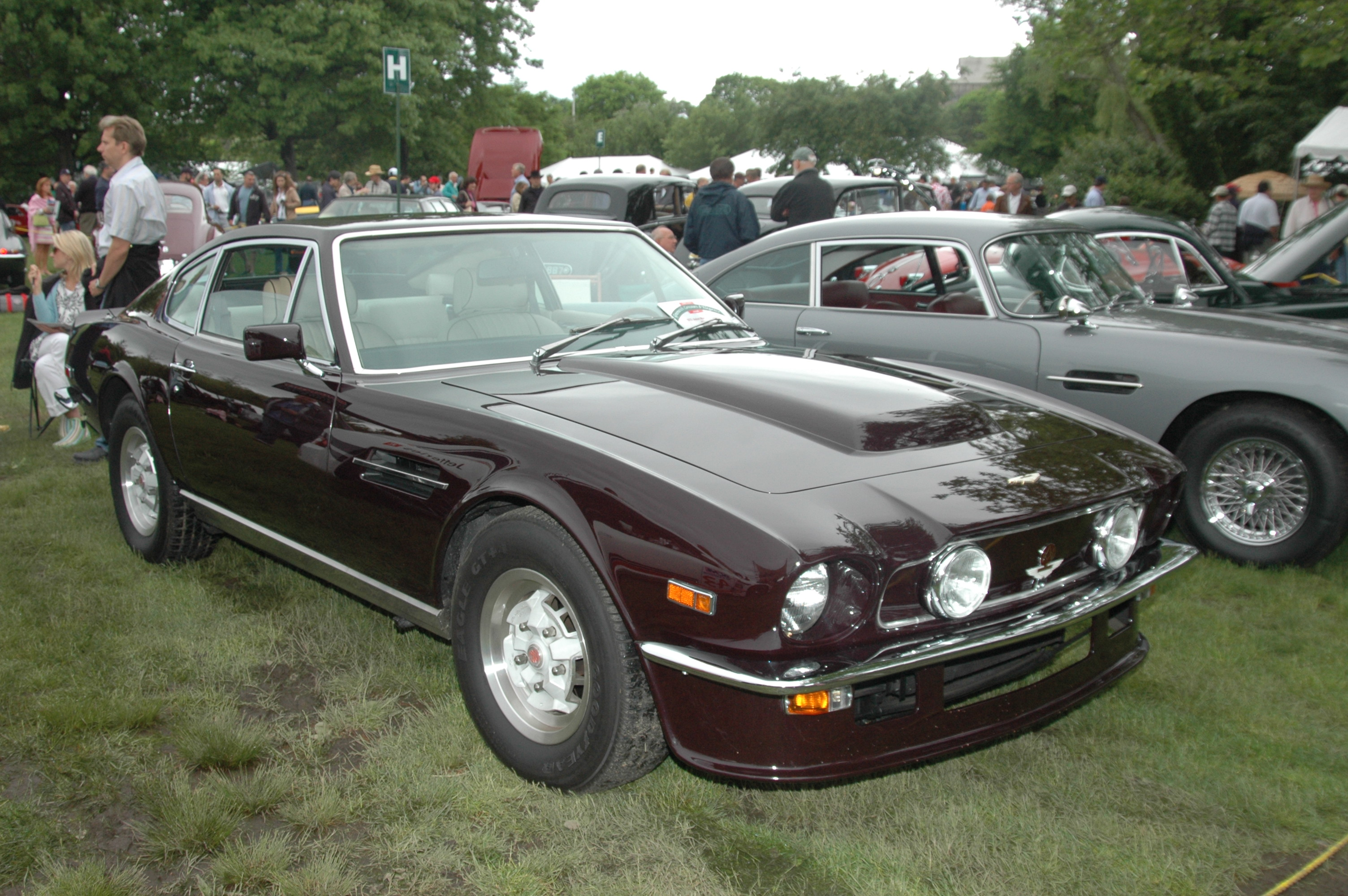
Cosmetic Vantage (1976) op het Concours d'Elegance in Greenwich, Connecticut
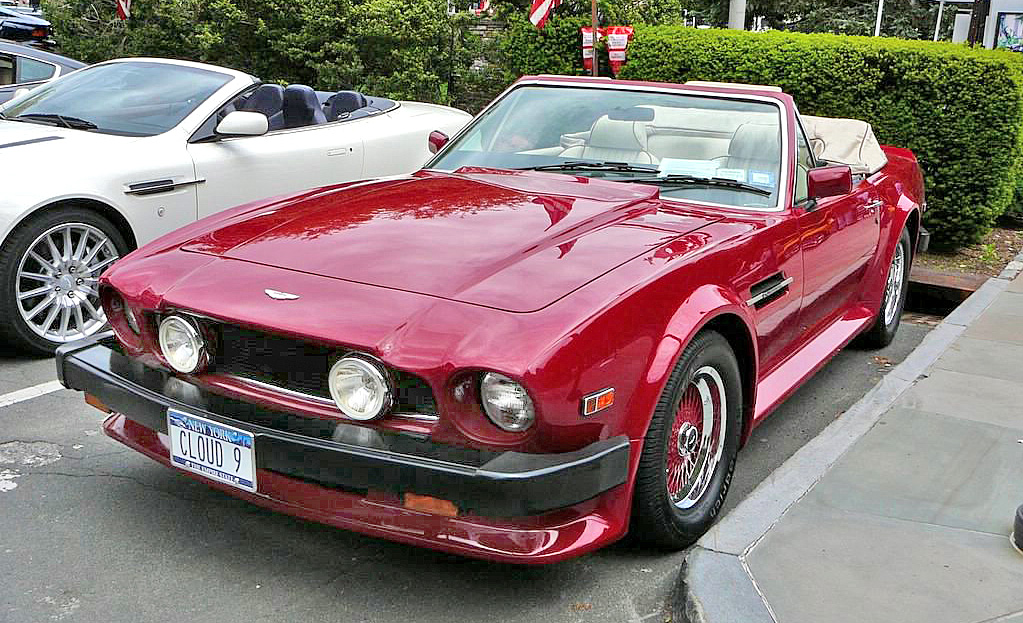
V8 Vantage Volante (1986), Amerikaanse uitvoering met veiligheidsbumpers

## V8 Vantage Volante

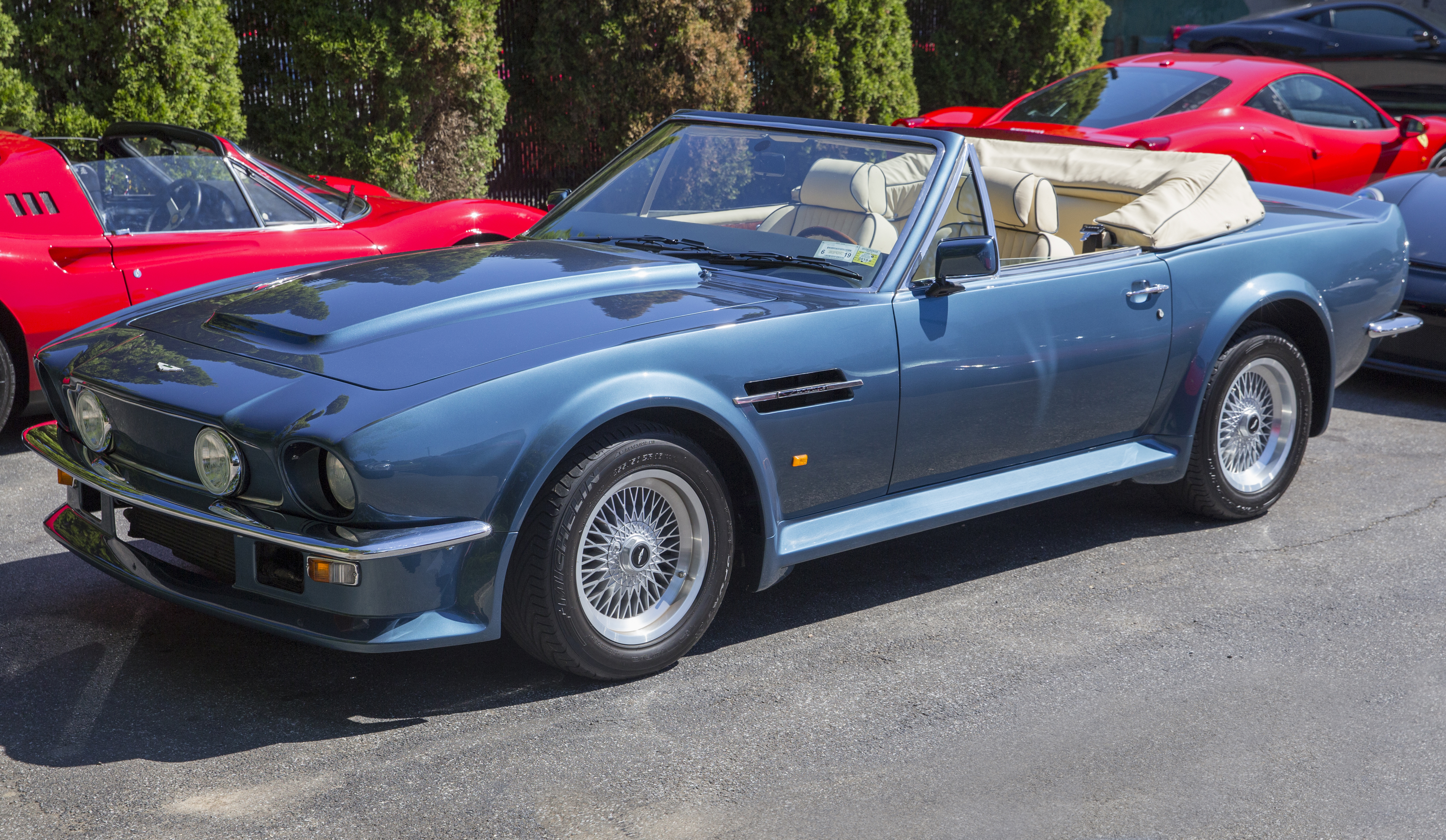
De V8 Vantage Volante met bredere wielkasten en sideskirts

Tussen 1986 en 1989 werd ook een cabrioletversie geproduceerd, de Vantage Volante. Tot dan waren er al zes mechanisch vergelijkbare cabrio's gebouwd op speciale bestelling. De productieversie had een nog diepere voorspoiler dan de Vantage, bredere wielkasten en grotere sideskirts. In tegenstelling tot de reguliere Volante had de Vantage Volante ook een achterspoiler. Er werden 166 exemplaren van deze Vantage Volante gebouwd.
In 1987 nam Prins Charles een Vantage Volante in ontvangst, maar op zijn verzoek zonder de bredere wielkasten, voorspoiler en sideskirts. Deze uitvoering werd bekend als de 'Prince of Wales Spec'. Aston Martin bouwde nog eens 26 exemplaren van deze uitvoering, die beschouwd wordt als de meest gewilde van alle V8-modellen uit de jaren zeventig en tachtig.

## V8 Vantage Zagato

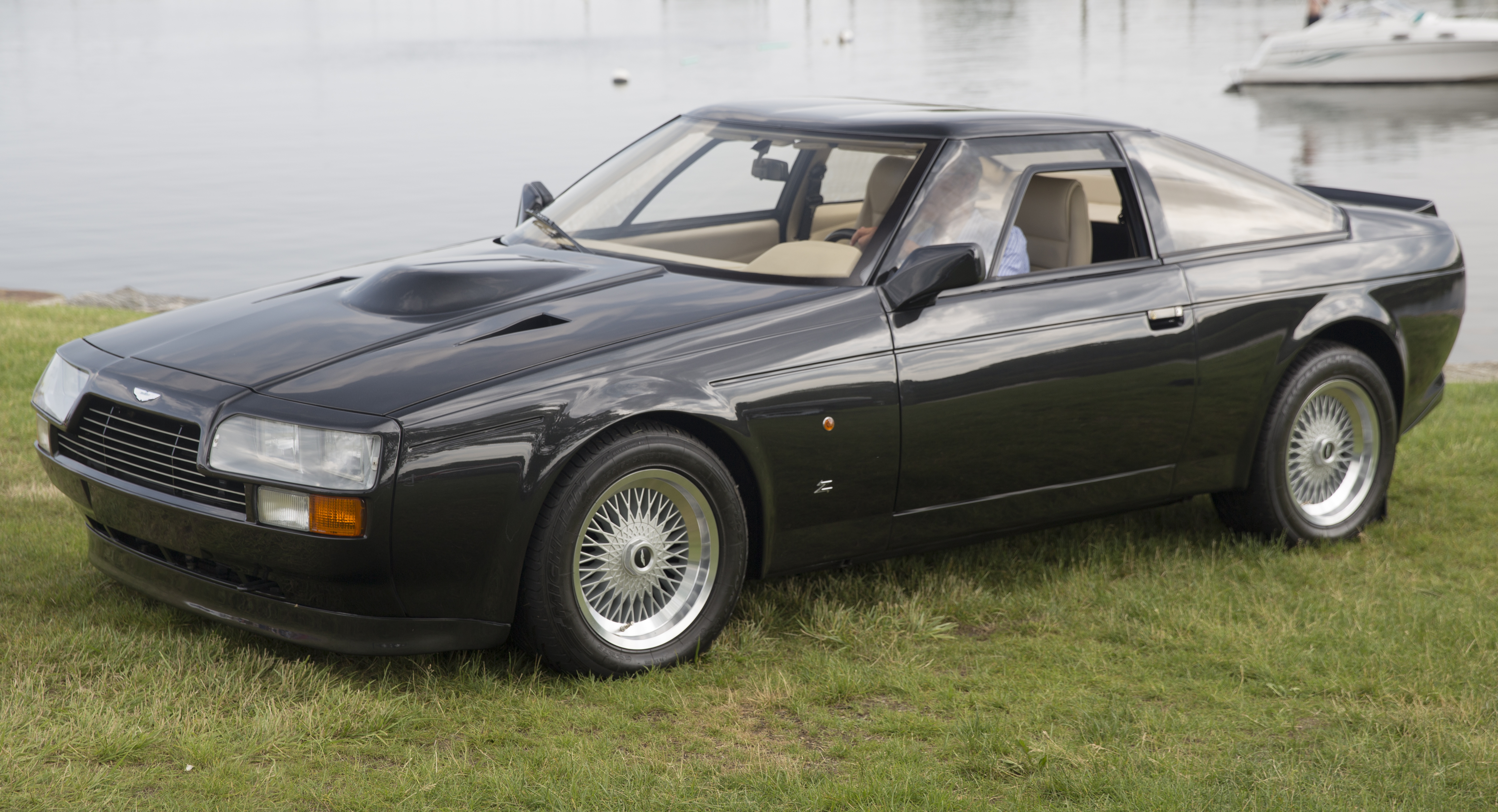
Aston Martin V8 Vantage Zagato

De Aston Martin V8 Zagato, die in 1984 voorgesteld werd op het Autosalon van Genève, is een speciaal model dat de aandrijflijn van de Aston Martin V8 Vantage combineert met een carrosserie die ontworpen en gebouwd werd door het Italiaanse Carrozzeria Zagato. Dit was de sprituele opvolger van de Aston Martin DB4 GT Zagato uit 1960.
Het doel was om een sportwagen te bouwen met een topsnelheid van 300 km/u. De carrosserie van Zagato was bijzonder licht en er werd speciale aandacht besteed aan de aerodynamica. De wagen werd aangedreven door een 410 pk sterke V8-motor die ook in de V580X-generatie gebruikt werd. Daarmee bereikte de V8 Zagato coupé een topsnelheid van 299 km/u. Aston Martin en Zagato bouwden in 1989 in totaal 89 exemplaren.
De V8 Zagato Volante was een cabrioletversie die hiervan afgeleid was. In tegenstelling tot de coupé gebruikte de cabriolet de injectiemotor met 315 pk van de reguliere V8. Daardoor had de cabriolet, die ook zwaarder was dan de coupé, slechts een topsnelheid van 257 km/u.

## Verwijzingen in populaire cultuur

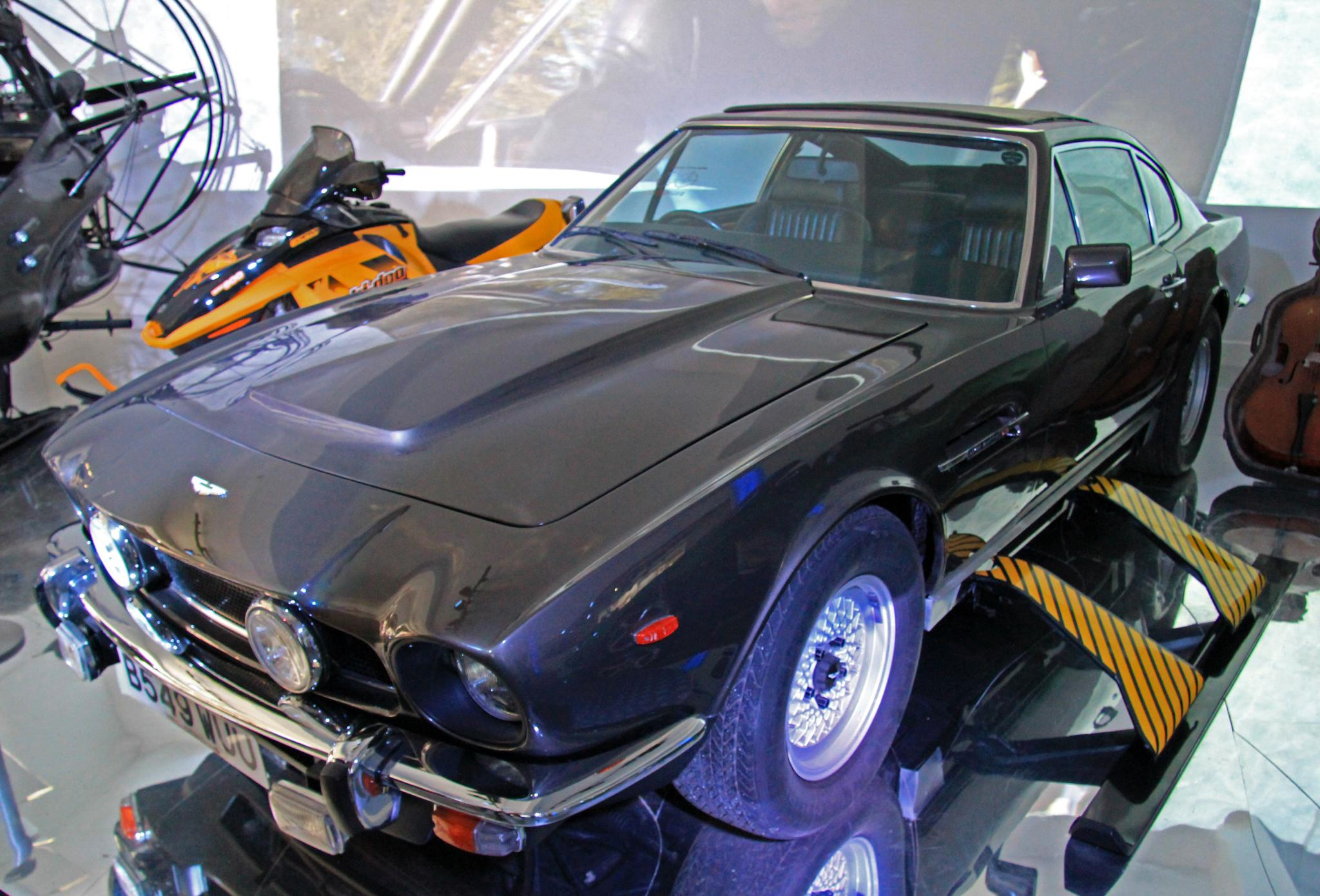
Aston Martin V8 Volante gebruikt in de James Bondfilm 'The Living Daylights'

- De auto van James Bond in The Living Daylights uit 1987 was een V8 Volante. De wagen werd in de film door Q Branch uitgerust met een hardtop en een aantal gadgets, waaronder een raketmotor achter de kentekenplaat achteraan, intrekbare ski's, hittezoekende raketten achter de voormistlampen en een zelfvernietigingssysteem. De wagen is opnieuw te zien in de James Bond-film No Time to Die uit 2021.[4]
- In de James Bond-parodie Johnny English Strikes Again uit 2018 rijdt Johnny English in een V8 Vantage die lijkt op de wagen van James Bond, maar dan in een fel rode kleur en met minder gadgets.[5]